# 日本道路交通情報センター
公益財団法人日本道路交通情報センター（にほんどうろこうつうじょうほうセンター、英: Japan Road Traffic Information Center、JARTIC（ジャティック））は、日本における道路交通情報の収集および提供を行う業務機関である。

## 概要
1968年（昭和43年）8月18日に発生した土砂崩れによる飛騨川バス転落事故（104名死亡）を契機に、組織的に道路交通情報を集約し告知する必要性が高まっていた。
1970年（昭和45年）1月に警察庁と当時の建設省の認可のもと設立され、1970年3月1日から九段、霞が関、大阪の事務所で24時間体制の電話情報提供サービスを開始した。当時の提供範囲は、全国と主要地方道路の約6万キロメートル (km) の渋滞情報、橋の重量制限、道路の幅員などの情報を対象とした。
現在では、警察や国土交通省、各高速道路会社、都道府県の土木関連部局などから委託され、道路交通情報を収集して提供している。
2013年（平成25年）4月1日に公益財団法人となる。道路情報提供業務を行うため全国142か所に職員を配置し、各管理機関の交通管制システムなどから交通情報を収集して道路利用者に交通情報を提供している。

## センター内の概要
交通情報センターには管轄エリア内の大きなモニタにリアルタイムで色分けして表示され、それを目視しながら人一人分のブースに入ったキャスターが時間尺に合わせてピックアップしていく。特に大都市圏の放送局では放送時間が固定されないうえ、前後の放送内容で尺が大きく変わることが多いため、取捨選択能力を要する。
首都高センターの場合、縦3.7m、横17mにも及ぶという。

## 情報提供手段
テレビ・ラジオの放送時間などは、公式サイトのテレビ・ラジオでの放送を参照。
- 電話[8]
- ラジオ放送・テレビ放送[9]
- 新聞・雑誌
- オンライン
- インターネット[10]
- 携帯電話[11]
- VICSセンター

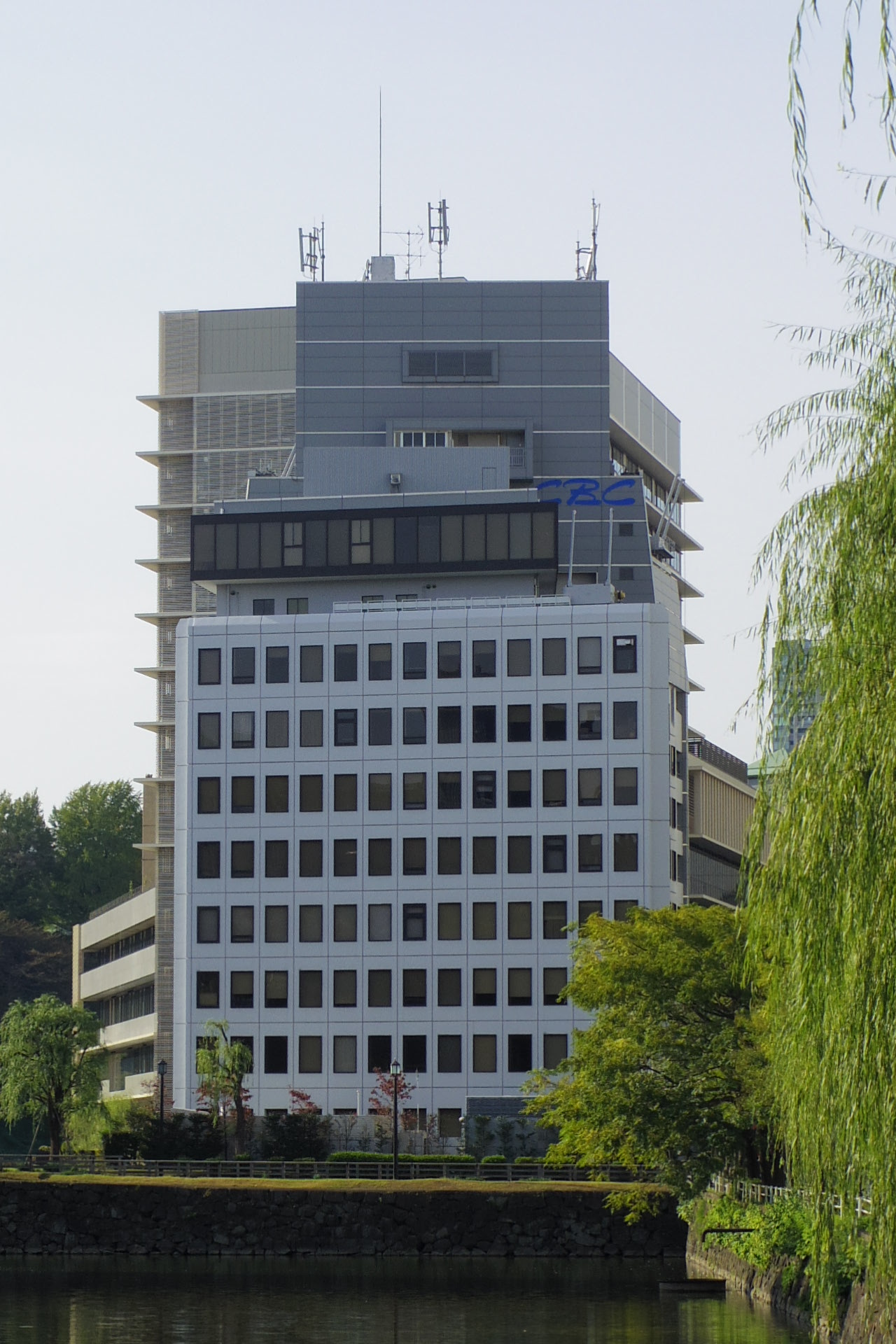
関東甲信越地区を担当する九段センターが入居する千代田会館

提供情報の二次利用や、過去情報の提供は契約を要する。

### ラジオ
センター職員が本部のラジオブースから伝える場合と、センターから提供された情報を各局のパーソナリティが読み上げる場合がある。センターの呼称は、大抵は「日本道路交通情報センター」もしくは「道路交通情報センター」であるが、一部の放送局では英略称の「JARTIC（ジャティック）」を用いる事例がある。同一時間帯で複数地点の情報を伝える場合、パーソナリティ、センター職員、センター派遣のアナウンサーやキャスターが次のセンターを紹介する。放送回数が多い地域は、次の放送時間の目安をパーソナリティ、センター職員、キャスターが予告する。番組に内包される場合は、番組によりパーソナリティがセンター職員やキャスターとフリートークする場合がある。最後にセンター職員の氏名を名乗って終わることが多いが、名乗りを不要と指定している放送局もある。
ラジオの交通情報提供は原稿送りを除いて、2016年（平成28年）度に約30万3000回、FAX等の原稿送りが約7万3000回であった。TBSラジオ・文化放送などは、局専属の交通情報キャスターを警視庁交通管制センターなど各県警の交通管制センターに派遣しており、日本道路交通情報センターからの情報提供は一部時間帯に限られる場合がある。
なお、2024年時点で、JARTICが県域向けの情報提供を実施していない放送局は以下のとおり。
- エフエム秋田
- エフエム福島（ふくしまFM）
- エフエム栃木 (RADIO BERRY)
- 富山エフエム放送（FMとやま）
- エフエム石川
- 福井エフエム放送（FM福井）
- エフエム香川
- ラブエフエム国際放送（LOVE FM）

これらの局では、県警などからの情報を局のアナウンサーないしはワイド番組のパーソナリティがそのまま読み上げる。
‘＠JARTICの道路交通情報アナウンサー（放送担当者）
*東京、神奈川、千葉、埼玉、静岡地区（退職者、社内異動で放送担当を外れた者も含む。）
北久保隆一、横田勝、栗原義明、木村洋子、清成由起江、内田育子、小鶴千恵子、三輪智美、土屋（高橋）良江、
済藤（吉沢)亮子、谷崎（小西）朋子、佐藤早苗、木南純、大浦洋、望月雄一、吉澤（岡部）ひとみ、富永祥光、
村山守甫、村山豪、斎藤晴夫、西山久美子、熊谷まさみ、浅井美佐、新保由貴子、日下部まさみ、望月貴史、渥美澄子
杉浦綾、蝦名一成、小野（府馬）正恵、菅野ルミ、小山昌宏、大沼貴子、古堅淳子、菰池敦司、小池（高橋）秀予、
花里薫、鹿志村昌子、陣立千秋、山梨佐織、榎本有里子、佐藤香代、干場裕子。ほか。
（雑記１）１９９０年ころの採用試験では、東京地区は一般職と放送担当職の試験は別に行われていた。
（雑記２)　正職員の場合エリアごとの採用のため１９９０年代までは、全国に転勤はなかった.

### テレビ
NHKは首都圏・東海3県・近畿地方・福岡県・北海道の帯広と函館それぞれで、朝と夕方にテレビのワイドローカルニュースや全国のラジオ第1放送のローカル枠で、情報センターの職員が生放送で交通情報を伝える。2016年（平成28年）度、テレビの交通情報提供は、原稿送りを除いて約3000回、原稿送りは約4000回であった。

## その他
渋滞の覚知が無い場合、車両の流れを「順調」と表現する。全国で放送される道路交通情報の時刻を載せた小冊子を年2回発行していたが、2006年（平成18年）秋に64号で廃刊してウェブサイトで提供を始めた。公式サイトのトップページで、全国の道路情報を提供している。かつては高速道路の国土交通省管轄区間や主要都市部以外の一般道路は情報提供がなかったが、2020年（令和2年）10月のリニューアル以降は行われている。

## 理事長
- 野田健 2002年 - 2004年
- 石川重明 2004年 - 2007年
- 伊藤哲朗 2007年 - 2008年
- 矢代隆義 2008年 - 2012年
- 奥村萬壽雄 2013年 - 2017年[16]
- 池田克彦 2017年[17] - 2024年
- 三浦正充 2024年 -